# 미나미소마시
미나미소마시(일본어: 南相馬市)는 일본 후쿠시마현 하마도리 지방 북부에 있는 시로 2006년 1월 1일 행정구역 합병 때 설립되었다.

## 지리
이와키시와 센다이시의 중간(양 도시까지 각각 75km)에 위치한다. 하라마 지구로 중심지가 옮겨지기 전에는 소마시가 하마도리 북부의 중심 도시였다.

## 역사
- 1889년 - 정촌제 시행으로 나메가타군 하라마치정, 오타촌, 다카히라촌, 오미카촌, 이시가미촌, 오다카촌, 후쿠우라촌, 가네후사촌 등 8개 촌이 성립하였다.
- 1896년 - 나메가타군이 우다군과 합병해 소마군이 되었다.
- 1897년 - 하라마치촌이 정으로 승격해 하라정이 되었다.
- 1898년 1월 19일 - 오다카촌이 정으로 승격해 오다카정이 되었다.
- 1954년 - 하라정, 오타촌, 오미카촌, 다카히라촌 등 1정 3촌이 합병하여 시로 승격해 하라마치시가 되었다. 오다카정, 후쿠우라촌, 가네후사촌 등 1정 2촌이 합병해 오다카정에 포함되었다. 가시마정, 마노촌, 야사와촌, 가미마노촌이 합병해 가시마정이 되었다.
- 1956년 - 소마군 이시가미촌을 편입하였다.
- 2006년 1월 1일 - 하라마치시 및 소마군 오다카정·가시마정이 합병해 미나미소마시가 신설되었다.

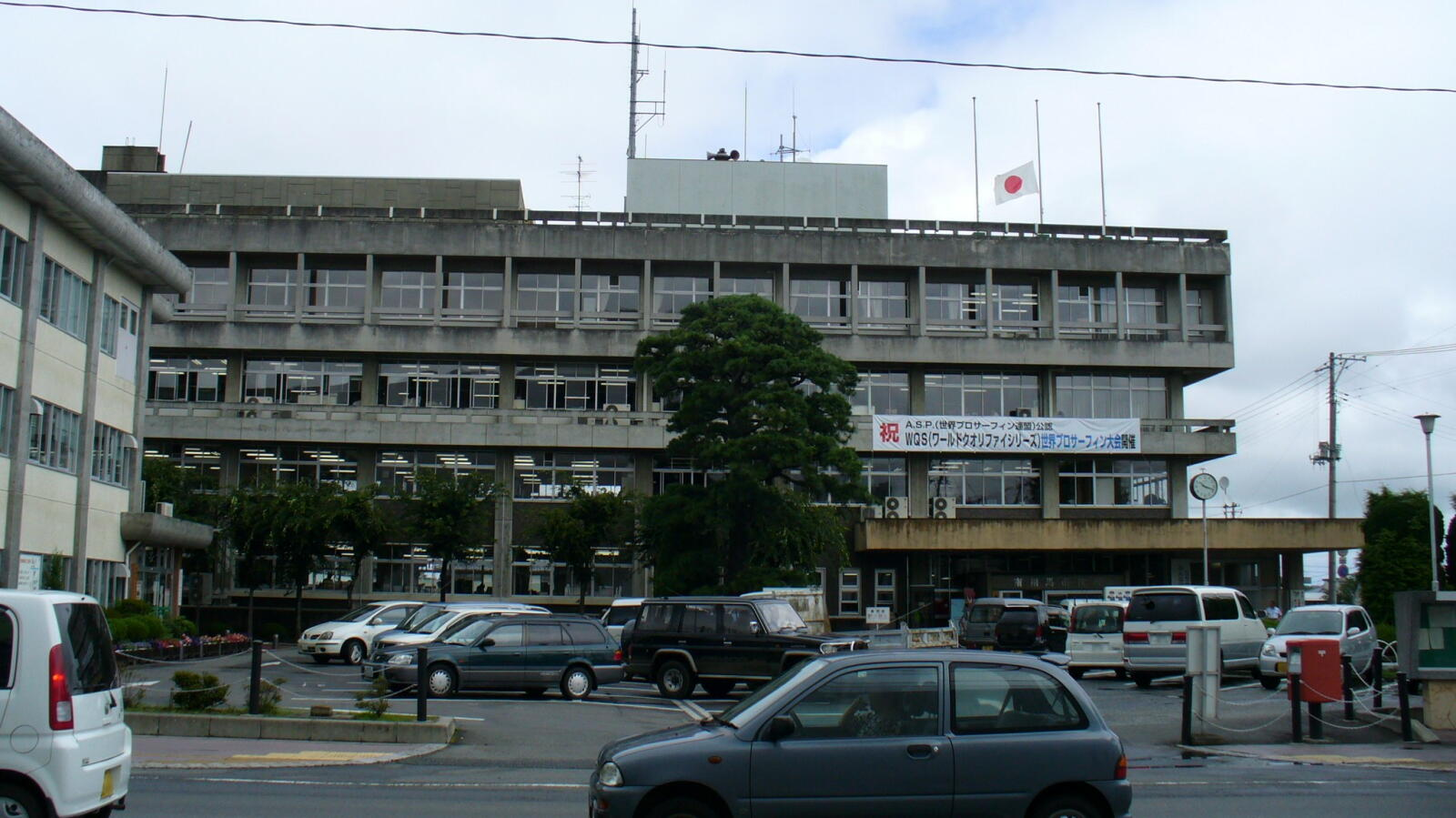
미나미소마시청(2009년 7월 촬영)

## 교통

### 철도
- 동일본 여객철도 조반선

### 도로
- 조반 자동차도
- 국도 6호선
- 국도 114호선

## 인구
| 연도 | 인구   | ±%     |
| ---- | ------ | ------ |
| 1920 | 51,903 | —      |
| 1930 | 58,470 | +12.7% |
| 1940 | 60,693 | +3.8%  |
| 1950 | 80,004 | +31.8% |
| 1960 | 75,299 | −5.9%  |
| 1970 | 69,105 | −8.2%  |
| 1980 | 74,296 | +7.5%  |
| 1990 | 77,253 | +4.0%  |
| 2000 | 75,246 | −2.6%  |
| 2010 | 70,878 | −5.8%  |
| 2020 | 59,005 | −16.8% |

|                                                  | |
| 미나미소마시의 전국의 연령별 인구 분포（2005년） | 미나미소마시의 연령·남녀별 인구 분포（2005년）                                                                            |
| ■자주색 ― 미나미소마시 ■녹색 ― 일본전국          | ■파랑색 ― 남자 ■빨간색 ― 여자                                                                                             |
| · 미나미소마시（에 해당되는 지역）의 인구추이    | |
| 일본 총무성 통계국 국세조사 결과                 | |
|                                                  | 이 그래프는 더 이상 지원되지 않는 레거시 그래프 확장 기능을 사용하고 있습니다. 새로운 차트 확장 기능으로 변환해야 합니다. |